# 能高隧道
能高隧道，又稱能高山隧道，為臺灣一座計畫中公路隧道，預定國道六號計畫路線將會橫跨南投縣仁愛鄉與花蓮縣秀林鄉，途中會行經中央山脈，預估會貫穿能高山的山腹達15.1公里長。
目前，國道六號埔里至花蓮段仍處計畫中，故能高隧道尚未正式動工興建。由於能高隧道在計畫路線中，預估開挖長度達15.1公里，未來一旦完工通車後，其長度將會超越雪山隧道，屆時便會成為臺灣最長的公路隧道。

## 歷史

### 緣起
最早源自於1986年1月，由臺灣省公路局研擬中橫快速公路之路線，計畫自埔里往東，以長隧道穿過能高山，抵達花蓮銅門。這條路線完成於1990年3月《中橫快速公路可行性研究（埔里－花蓮）》報告，是為平衡臺灣東部與臺灣西部的發展，突破花東地區在地形上封閉。1991年8月，中華民國交通部則將該份報告由原本計畫埔里延長至草屯，與第二高速公路銜接，即為國道六號的雛型。
1996年8月，交通部臺灣區國道新建工程局完成《中橫快速公路第二階段可行性研究》，對於埔里至花蓮之路廊可行性做了探討，發現該路廊的地質皆存在著危險，不僅要通過梨山斷層，還得穿過廬山地熱區，以及加上深處高山的氣候影響，午後濃霧危及行車安全也是一大工程問題。1998年1月，行政院將該計畫分成「霧峰至埔里段」、「埔里至花蓮段」辦理，唯埔里至花蓮段受到地質、氣候及通風等工程問題，因而使這項工程計畫截至2012年為止，仍停留在評估階段，未被核准辦理。

### 近況
2012年5月，時任花蓮縣縣長傅崑萁提出將國道六號霧社到花蓮間打通，認為阿爾卑斯山58公里長的聖哥達基線隧道都能打通，完成這28公里長的山區隧道已非技術難題，對此交通部持過去的研究報告回應，通過中央山脈的隧道群有地熱、斷層、岩爆、湧水、通風及濃霧等障礙，闢建可行性不高。
2019年6月8日，宣佈參選2020年中華民國總統選舉的時任高雄市市長韓國瑜，於花蓮縣總統造勢大會以此為口號，引起社會一番討論，但遭專家及時任南投縣縣長林明溱否定此計畫的可行性。

## 簡介
埔里至花蓮段共有20座長隧道，這些隧道預估總合長度有47.4公里，其中在「第13號隧道」須通過能高山，光是地質探勘之用的導坑就有15.1公里長，一旦貫通，預估工程費用將耗資新台幣50億元，其長度將超過雪山隧道，其工程難度更甚。第13號隧道隧道計畫在海拔高1,200公尺處左右穿過海拔3,000餘公尺高的能高山之山腹，其地質存在著地熱、斷層、岩爆、湧水等不確定因素，而其中最大的工程問題在於岩爆，受到隧道上方的地層被覆擠壓，其壓力隨岩覆之增而增，在海拔1,200公尺處開挖隧道，其岩覆將至少有1,500公尺，因此岩爆深危工程人員的安全，也會摧毀工程機具而難以進行。此外，長隧道還存有通風問題，因深入山腹作業，淤積的熱氣在隧道內，不利於工程人員在高溫環境下作業，更因穿過廬山地熱區，開挖作業過程中隨時會有高壓水蒸氣噴出，加遽了隧道內高溫環境，也危及工程人員的安全。

## 相關
- 台14線
- 五甲隧道
- 天長隧道
- 能高越嶺道